# Nienke van Hichtum-prijs
De Nienke van Hichtum-prijs is een tweejaarlijkse literatuurprijs voor kinderboeken in de leeftijdscategorie dertien jaar en ouder. Hij werd ingesteld door de Jan Campert-Stichting en voor het eerst uitgereikt in 1964. De prijs is vernoemd naar de kinderboekenschrijfster Nienke van Hichtum, die onder andere bekend is door haar boek Afke’s tiental. Anno 2019 bedraagt de prijs 6000 euro.

## Gelauwerden

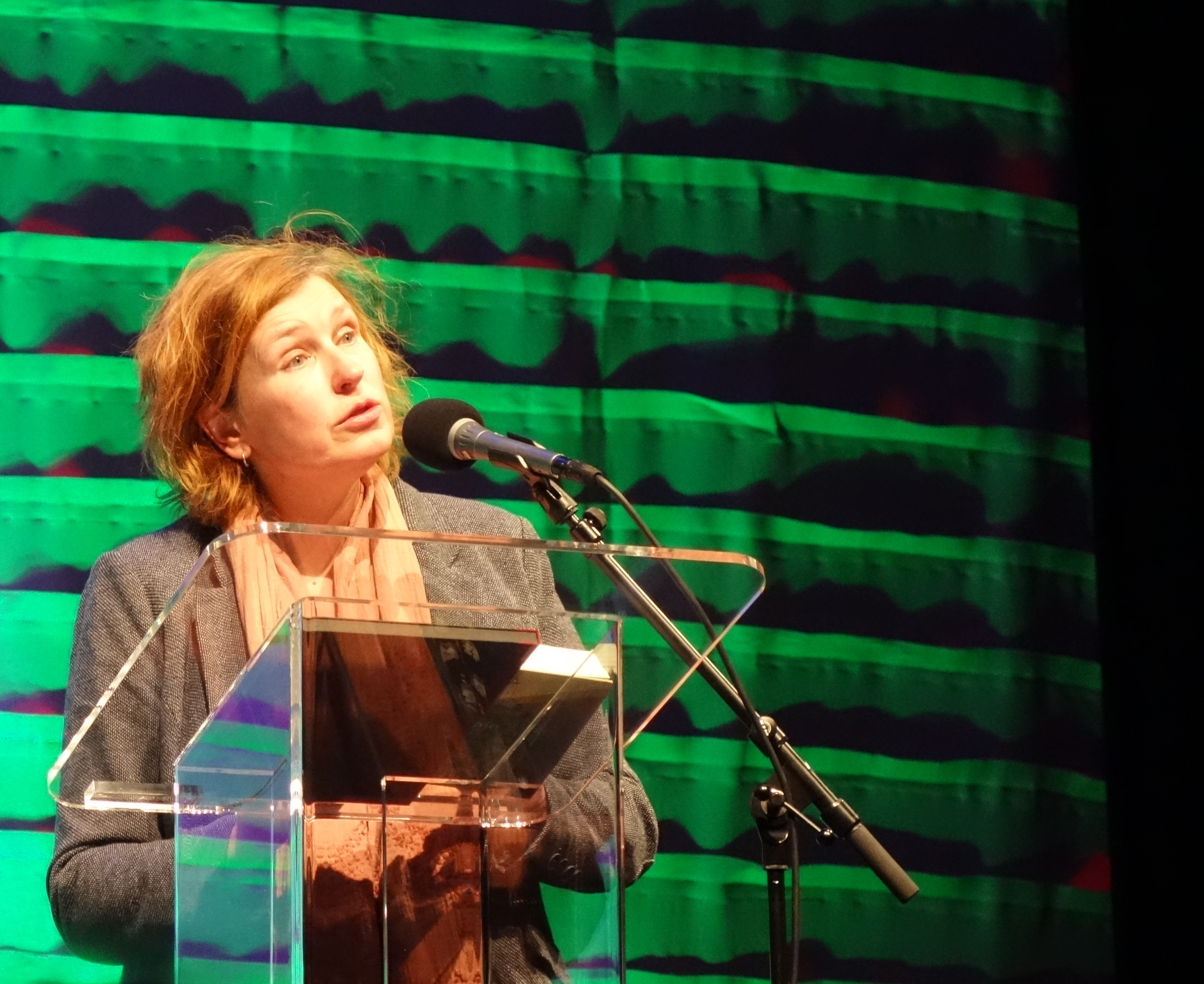
Annet Schaap (2017)

- 2023 - Tjibbe Veldkamp voor De jongen die van de wereld hield
- 2021 - Erna Sassen voor Zonder titel
- 2019 - Gideon Samson voor Zeb.
- 2017 - Annet Schaap voor Lampje
- 2015 - Anna Woltz voor Honderd uur nacht

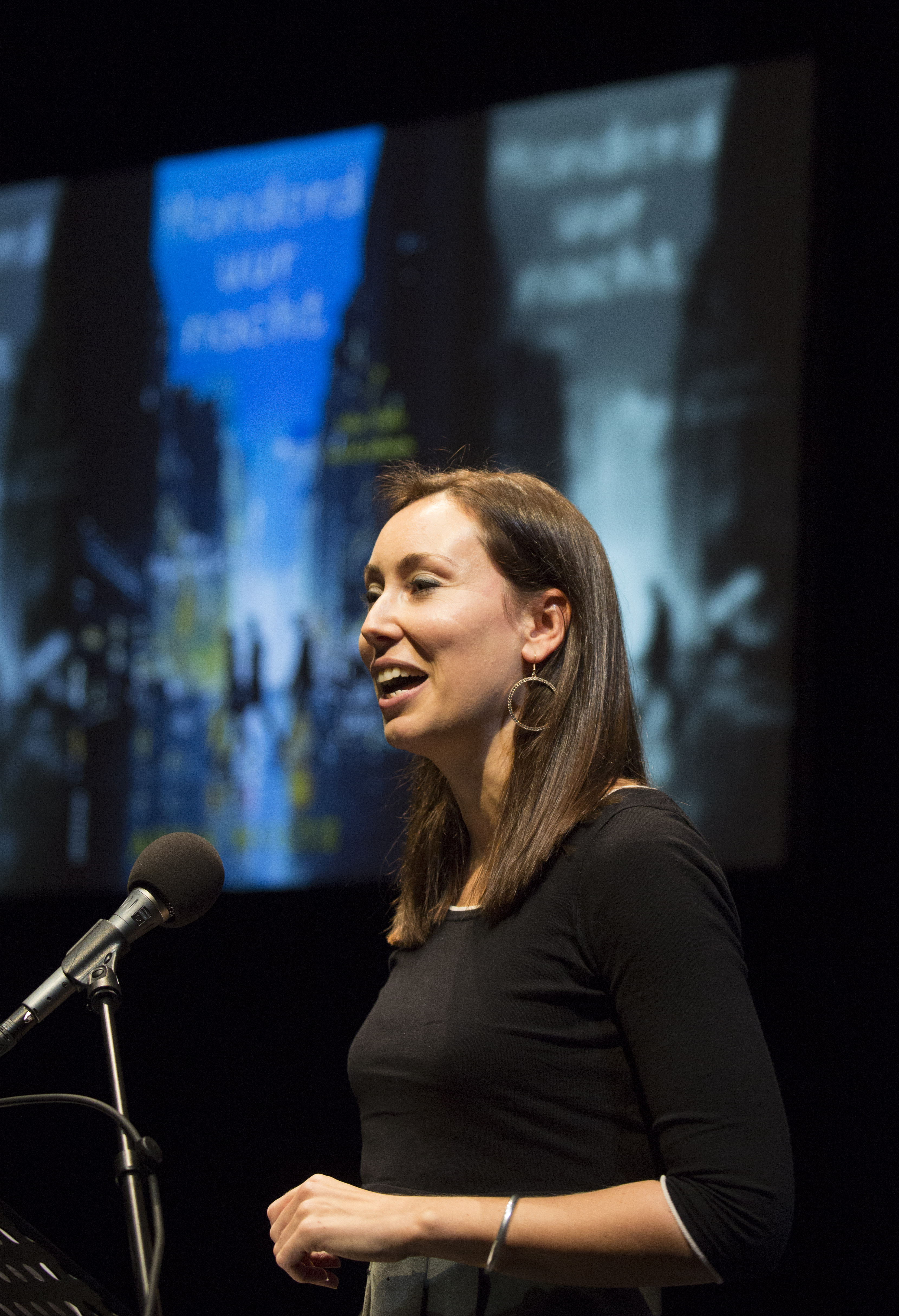
Anna Woltz (2015)

- 2013 - Jan Paul Schutten voor Het raadsel van alles wat leeft
- 2011 - Benny Lindelauf voor De hemel van Heivisj
- 2009 - Els Beerten voor Allemaal willen we de hemel
- 2007 - Margriet Heymans voor Diep in het bos van Nergena
- 2005 - Bart Moeyaert voor Dani Bennoni (lang zal hij leven)
- 2003 - Peter van Gestel voor Winterijs
- 2001 - Ted van Lieshout voor Zeer kleine liefde
- 1999 - Eva Gerlach voor Hee meneer Eland
- 1997 - Rita Verschuur voor Vreemd land
- 1995 - Veronica Hazelhoff voor Veren
- 1993 - Margriet en Annemie Heymans voor De prinses van de moestuin
- 1991 - Mensje van Keulen voor Vrienden van de maan
- 1989 - Ienne Biemans voor Lang zul je leven
- 1987 - Peter van Gestel voor Ko Kruier en zijn stadsgenoten
- 1985 - Willem Wilmink voor Het verkeerde pannetje
- 1983 - Imme Dros voor En een tijd van vrede
- 1981 - Sonia Garmers voor Orkaan en Mayra

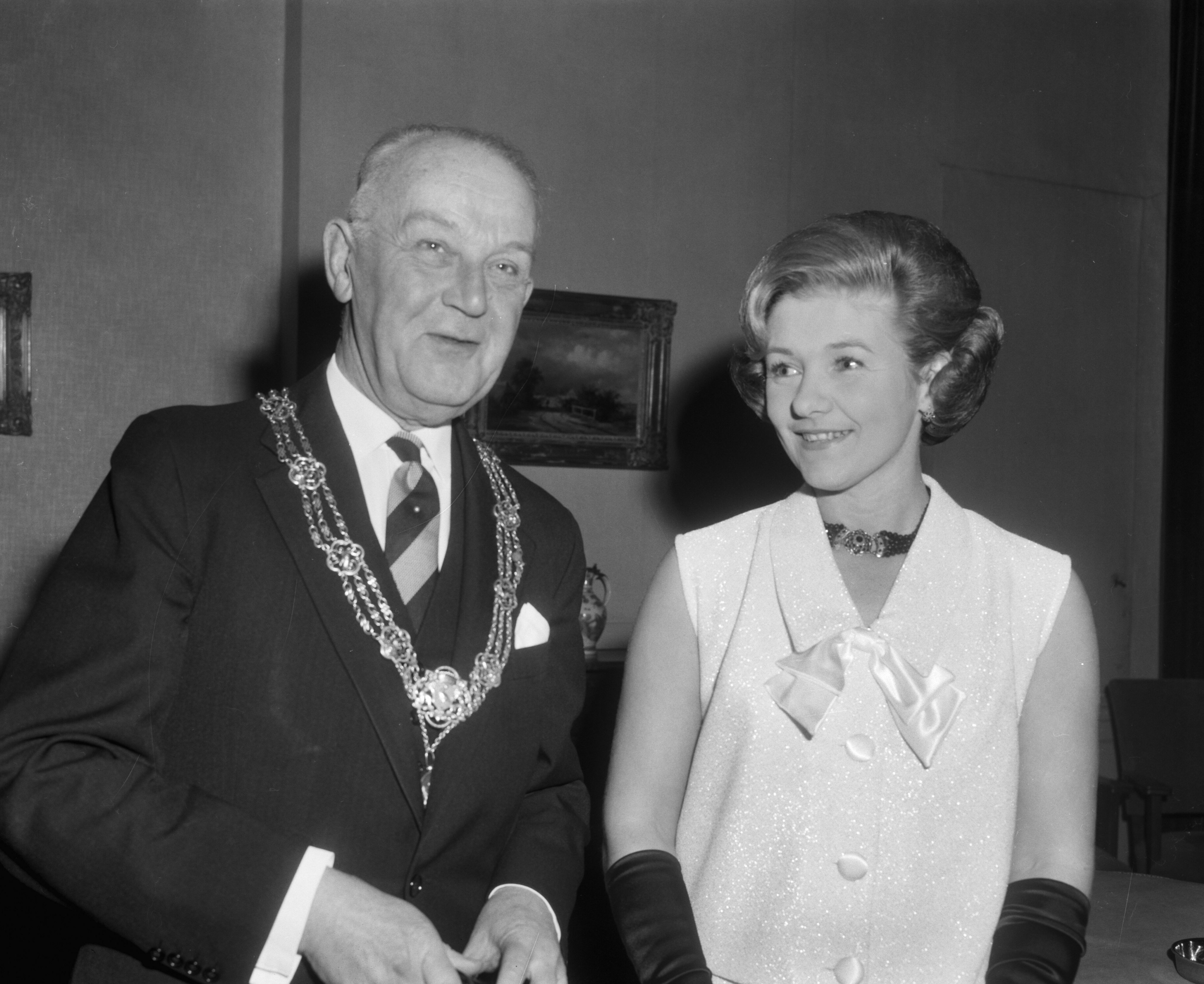
Evenhuis (1964)

- 1979 - Henk Barnard voor Laatste nacht in Jeque
- 1977 - Wim Hofman voor Wim
- 1975 - Miep Diekmann voor Dan ben je nergens meer
- 1973 - Paul Biegel voor De twaalf rovers
- 1972 - Jaap ter Haar voor Geschiedenis van de Lage Landen
- 1971 - Tonke Dragt voor Torenhoog en mijlen breed
- 1964 - Gertie Evenhuis voor Wij waren er ook bij